# پرس پرادو

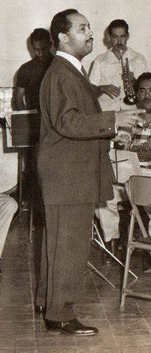
اجرای پرس پراو در کاباره هاوانا.

داماسو پرِس پرادو (اسپانیایی: Dámaso Pérez Prado‎؛ اسپانیایی: [ˈpeɾes ˈpɾaðo]؛ ۱۱ دسامبر ۱۹۱۷ – ۱۴ سپتامبر ۱۹۸۹) یک موسیقی‌دان، آهنگساز، تنظیم‌کننده، رهبر گروهِ موسیقی و خواننده مشهور اهل کوبا بود.
نام هنری وی یعنی «پرِس پرادو» به‌ترتیب نام‌خانوادگیِ پدر و مادرش است. وی به «سلطان مامبو» شهرت دارد و ارکسترش، مشهورترین ارکستر سبکِ مامبو محسوب می‌شد. او در سال ۱۹۸۰ میلادی تابعیت کشور مکزیک را پذیرفت و ارکسترش تا به امروز هم، توسط فرزندش «پرِس پرادوی پسر» در مکزیکو سیتی مدیریت و هدایت می‌شود و به کار نوازندگی مشغول هستند.
او در چند فیلم نیز حضورِ افتخاری داشته است که از آن میان، می‌توان به زیر آب! آشاره کرد.